# Fernando de Peñalver (khu tự quản)
Fernando de Peñalver là một khu tự quản thuộc bang Anzoátegui, Venezuela. Thủ phủ của khu tự quản Fernando de Peñalver đóng tại Puerto Píritu. Khự tự quản Fernando de Peñalver có diện tích 643 km2, dân số theo điều tra dân số ngày 21 tháng 10 năm 2001 là 24819 người.